# Supercoupe arabe de football 1992
Navigation
Édition suivante
La Supercoupe arabe de football 1990 est la 1re édition de la Supercoupe arabe de football. Elle se déroule le mois de décembre 1992 (elle s'est jouée en retard de presque deux ans à cause de la guerre du golfe) à Casablanca au Maroc et réunit les vainqueurs et finalistes de la Coupe des clubs champions arabes de football 1989 et de la Coupe arabe des vainqueurs de coupe de football 1989.
C'est le club marocain Wydad AC qui a remporté cette 1re édition après avoir fini la compétition leader du classement.

## Équipes participantes
4 équipes prennent part dans la compétition :
- Wydad AC (Vainqueur de la Coupe des clubs champions arabes 1989)
- Centrale Laitière AS (Vainqueur de la Coupe des clubs vainqueurs de coupe arabes 1991)
- Al-Hilal FC (Finaliste de la Coupe des clubs champions arabes 1989)
- Arab Contractors SC (Finaliste de la Coupe des clubs vainqueurs de coupe arabes 1991)

## Compétition
| Team                 | Pld | W | D | L | GF | GA | GD | Pts |
| -------------------- | --- | - | - | - | -- | -- | -- | --- |
| Wydad AC             | 3   | 1 | 2 | 0 | 4  | 2  | +2 | 5   |
| Al-Hilal FC          | 3   | 1 | 1 | 1 | 3  | 3  | 0  | 4   |
| Centrale Laitière AS | 3   | 1 | 1 | 1 | 4  | 4  | 0  | 4   |
| Arab Contractors SC  | 3   | 1 | 0 | 2 | 3  | 5  | -2 | 3   |

- Ouverture :
  - Wydad AC   3-1 Arab Contractors SC
  - Centrale Laitière AS  1-3 Al-Hilal FC

- 2e journée :
  - Wydad AC 1-1 Centrale Laitière AS
  - Al-Hilal FC 0-2 Arab Contractors SC

- 3e journée :
  - Centrale Laitière AS 2-0 Arab CSC
  - Wydad AC 0-0 Al-Hilal FC

## Récompenses accordées
- Coupe du meilleur buteur : Moussa Ndao du Wydad AC  3 buts (5.000 dollars)

- Coupe du meilleur joueur : Abdellatif Tamani du Wydad AC

- Coupe du meilleur gardien de but : Khalil Azmi du Wydad AC

- Coupe du fair play : Arab Contractors SC